# Buslijn 32 (Amsterdam)
Buslijn 32 was een buslijn van het GVB Amsterdam die op 15 oktober 1924 werd ingesteld (toen nog als lijn C) en deed bijna 94 jaar dienst in Amsterdam. De lijn verbond Amsterdam-Noord met het Centraal Station.

## Geschiedenis

### Lijn C
De lijn werd ingesteld op 15 oktober 1924 en verbond het Beursplein via de Valkenwegpont met de Meeuwenlaan. (van 16 juli 1925 tot en met 27 september 1928 werd echter overgevaren met de Tolhuispont). Op 15 januari 1931 werd de lijn ingekort tot het Stationsplein en op 17 maart 1932 verlegd en ingekort tot de Buiksloterweg en moesten de passagiers te voet met de pont mee, waarna men op de De Ruyterkade gebruik kon maken van tramlijn 22 om het Centraal Station. Voor wie een overstapje had was de rit gratis, anders moest men één cent betalen.
Op 5 september 1944 werd lijn C door brandstofgebrek tijdelijk opgeheven, om op 3 december 1945 terug te keren. Op 6 januari 1947 werd de lijn, omdat de bouw in Noord voortschreed, doorgetrokken via de Waddenweg en -dijk en de Purmerweg naar het Purmerplein in Tuindorp Nieuwendam. Op 24 november 1957 volgde verlenging van het Purmerplein naar de Nieuwendammerdijk.

### Lijn 32

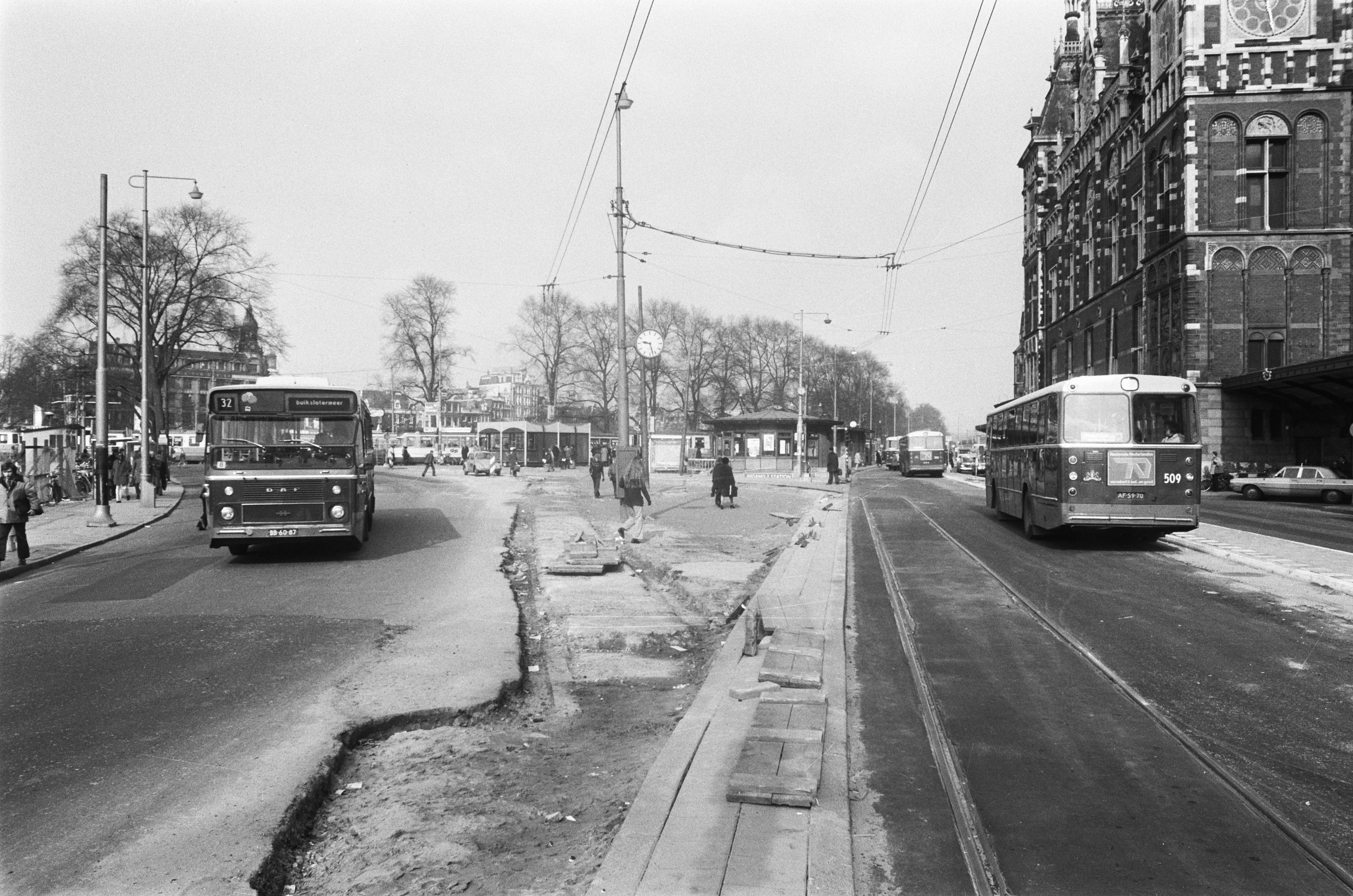
Links DAF-Hainje bus van lijn 32 op Stationsplein in 1975

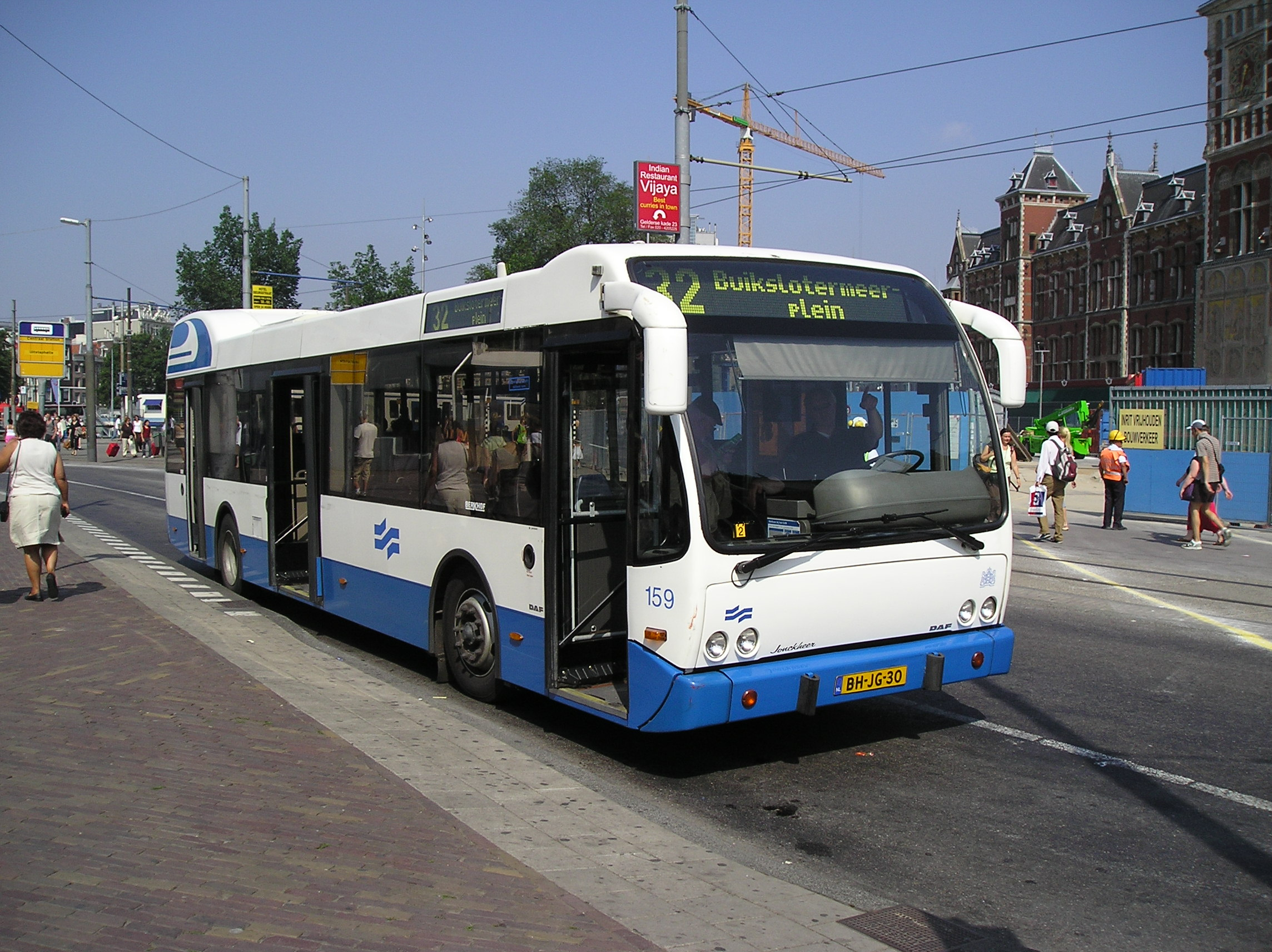
Bus van lijn 32 bij het Centraal Station in Amsterdam

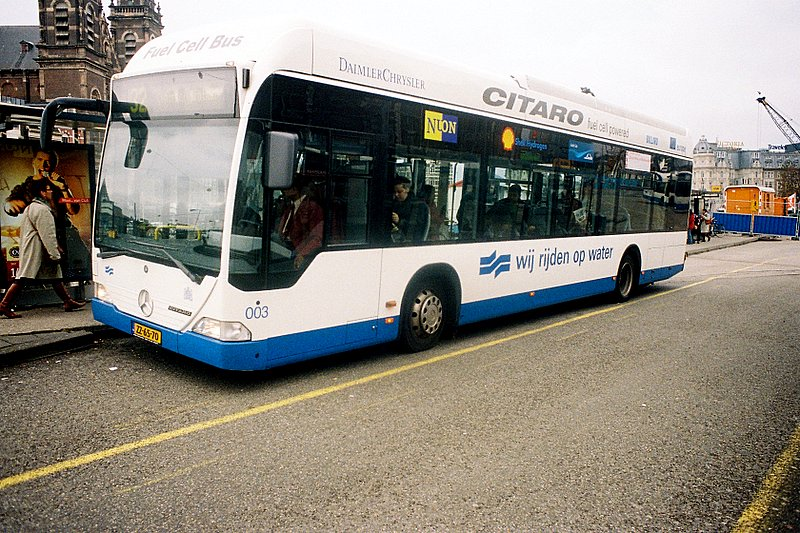
Waterstofbus op lijn 32 in 2007

Op 2 maart 1964 werd een pendelbuslijn 32 ingesteld tussen de Nieuwendammerdijk in aansluiting op lijn C en de Monnikendammerweg,  Volendammerweg en IJdoornlaan naar de Dijkmanshuizenstraat in Nieuwendam-Noord.
Op 27 maart 1966 werden de lijnen C en 32 samengevoegd tot lijn 32 van de Dijkmanshuizenstraat via het Purmerplein en de Hagedoornweg naar de Buiksloterweg. Het traject naar de Nieuwendammerdijk verviel. Op 31 oktober 1968, bij de opening van de IJtunnel, werd de lijn via deze tunnel verlegd naar het Centraal Station, in plaats van naar de Buiksloterweg. Voorts werd de lijn vanaf de Dijkmanshuizenstraat verlengd naar de J.H.van Heekweg in de Buikslotermeer. Op 28 september 1969, bij de instelling van buslijn 33, kreeg de lijn een kortere route en werd vanaf de Volendammerweg verlegd via de Werengouw naar het Buikslotermeerplein. Op 21 september 1970 werd de route via de Waddendijk verlegd via de Nieuwe Purmerweg.  
Vervolgens bleef de route 25 jaar ongewijzigd alhoewel het eindpunt sinds 1986 formeel op het Olof Palmeplein ligt. Wel werd van mei 1992 tot en met september 1993 niet meer in de avonduren gereden wanneer de route werd overgenomen door de dan omgelegde buslijnen 36 en 39.
In september 1994 werd de lijn vanaf het Centraal Station samengevoegd met het oostelijke deel van de route van lijn 28 naar de KNSM-laan en reed toen van Buikslotermeer via het Centraal Station naar de KNSM-laan. Dit bleef zo tot december 2004, toen de oostelijke tak weer werd vervangen door de buslijnen 42 en 43. Lijn 32 kreeg weer zijn oorspronkelijke route van het Buikslotermeerplein naar het Centraal Station. Op 14 december 2014 kreeg de lijn zijn eindpunt op het busstation IJzijde achter het Centraal Station.
Op 22 juli 2018 bij de ingebruikname van de Noord/Zuidlijn is de lijn ingekort tot het Noorderpark en daar gekoppeld aan lijn 35 waarbij het lijnnummer 32 is komen te vervallen en het traject wordt gereden als lijn 35.  Op de laatste dag van lijn 32 reed museumbus 373 van stichting BRAM een aantal slagen in de gewone dienstregeling mee en reed deze bus ook de laatste ritten vanaf het Olof Palmeplein in Noord naar het CS en weer terug.

#### Lijn 32E
Na de opheffing van IJveer IV naar de Boorstraat op 31 december 1970 werd in de spitsuren een buslijn 32 extra (32H)  ingesteld tussen het Centraal Station en de Boorstraat en Hamerstraat. Sinds 1990 werden deze ritten uitgevoerd door leegritten van spitslijn 31 die op zijn route naar Nieuwendam-Noord (ochtendspits) en het Weesperplein (middagspits) een ommetje maakte via het Centraal Station, de Boorstraat en de Hamerstraat. In 1993 werd deze lijn door de bezuinigingen geheel opgeheven.
Sinds 15 maart 2014 heeft de omgeving van de Boorstraat en Hamerstraat weer een verbinding door middel van het Oostveer.

## Exploitatie
Lijn 32 reed in de ochtendspits elke 7 1/2 minuut, daarbuiten elke 10 minuten en in de avonduren en op zondag om het kwartier. De lijn reed  sinds december 2009 met gelede bussen en sinds december 2010 in een gecombineerde dienstregeling met lijn 34.

## Trivia
- Begin 2012 werd door de KRO- en NCRV-televisie een dramaserie uitgezonden onder de titel Lijn 32. Daarin speelt een aantal willekeurige passagiers een rol die alleen met elkaar gemeen hebben dat ze in dezelfde (fictieve) buslijn 32 zitten.